# Monumento a Taras Shevchenko (Buenos Aires)
El Monumento a Taras Shevchenko se inauguró en Buenos Aires en 1971. Fue donado por la comunidad ucraniana de la Argentina con motivo de haberse cumplido, dos años antes, los 75 años de la llegada del primer contingente de Ucrania. Recuerda al poeta y pintor de este país.
La figura en bronce fue realizada por Leo Mol (1915-2009), escultor canadiense de origen ucraniano, y el relieve, de dos faces, en granito por Orio Dal Porto (argentino).

## Historia
Sobre el basamento de granito rojo dragón hay grabadas varias inscripciones. Una de ellas resume su historia:
En efecto, el 27 de abril de 1969 se colocó la piedra fundamental en la Plaza General José Antonio Páez, del Parque Tres de Febrero, y fue inaugurado el 5 de diciembre de 1971. La elección del escultor se hizo por concurso, y recayó en Leo Mol (Leonid Molodozhanyn) (1915-2009), ucraniano que vivía en Canadá. El relieve alegórico en granito lo realizó el escultor argentino Orio Dal Porto.
Aunque fue donado al gobierno de la ciudad de Buenos Aires, en 1984 la Fundación Taras Schvechenko se hizo cargo del monumento.

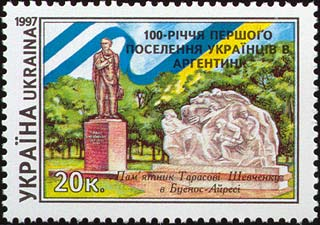
En una estampilla ucraniana de 1997, con la inscripción: "100 años del primer inmigrante ucraniano en la Argentina"

El 25 de febrero de 2022, desde la Representación Central Ucrania en la República Argentina, se realizó una convocatoria junto al monumento para realizar una marcha que repudió “la agresión permanente de Rusia” en el territorio de Ucrania.

## Descripción
Además de la cita mencionada, en otra cara de su basamento hay un párrafo de un poema del poeta:
En la escultura el poeta se muestra envuelto por una capa que supuestamente es agitada por el viento.
Técnicas, materiales y medidasFigura de bronce de 3,45 m de alto, sobre basamento de granito rojo dragón. Relieve realizado en un único bloque de granito de 4,65 m de largo x 2,85 m de alto y 1 m de espesor.